# Nicolaus Danielis Ekerman
Nicolaus Danielis Ekerman, född 1694 i Eksjö, Jönköpings län, död 17 december 1753 i Flisby församling, Jönköpings län, var en svensk präst.

## Biografi
Nicolaus Ekerman föddes 1694 i Eksjö. Han var son till rådmannen där. Ekerman blev 1714 student vid Uppsala universitet och 1720 vid Lunds universitet. Han promoverades till filosofie magister i Lund 1723 och blev 1724 rektor vid Eksjö trivialskola. Ekerman prästvigdes 1729 och blev 1734 kyrkoherde i Flisby församling, Flisby pastorat. Han var 1736 predikant vid prästmötet 1736 och blev 1753 prost. Ekerman avled 17 december 1753 i Flisby församling.

### Familj
Ekerman gifte sig första gången 1726 med Catharina Wenelius. Hon var dotter till prosten Johannes Wenelius i Asby församling. De fick tillsammans 3 barn som alla dog i ung ålder. Ekerman gifte sig andra gången med Rebecca Collin. Hon var dotter till kyrkoherden Constans Collin i Söderköping. Rebecca Collin hade tidigare varit gift med lektor Jacob Walldorff i Linköping.